# Самолетна катастрофа в Суперга
Самолетната катастрофа в Суперга се случва в Италия на 4 май 1949 г. Самолетът превозва целия футболен отбор на Торино (известен по това време като „Великият Торино“). Тридесет и един души загиват, няма оцелели.

## История
Fiat G.212CP на Avio Linee Italiane превозва отбора от Лисабон, където е игран приятелски мач с Бенфика Лисабон в чест на португалския капитан Франсиско Ферейра. При инцидента целият отбор на Торино (почти целия национален отбор на Италия) губи живота си. Клубни служители също загиват при инцидента, както и екипажът и трима известни италиански спортни журналисти: Ренато Казалборе (основател на Tuttosport), Ренато Тосати (Gazzetta del Popolo) и Луиджи Кавалеро (La Stampa). Задачата за идентифициране на телата е поверена на бившия треньор на националния отбор на Италия Виторио Поцо, който извиква повечето играчи на Торино в националния отбор.
Левият бек, Сауро Тома, не участва в пътуването поради наранявания в менискуса, нито резервният вратар Ренато Гандолфи (третият вратар Дино Баларин заема мястото му). Ладислао Кубала пропуска пътуването, тъй като детето му е много болно в деня на отпътуването. Радиокоментаторът Николо Каросио, Луиджи Джулиано (капитан на младежкия отбор на Торино) и бившия треньор на националния отбор на Италия Виторио Поцо, също не се качват на самолета по различни причини. Президентът на Торино Феручо Ново не заминава, поради грип.
Торино са обявени за шампиони на Серия А за сезон 1948/49 на 6 май 1949 г., а противниците им, както и Торино, излизат с младежките си отбори в останалите четири мача след катастрофата. В деня на погребението близо един милион души излизат по улиците на Торино, за да се сбогуват с футболистите. Шокът е толкова голям, че на следващата година националният отбор на Италия пътува за Световното първенство в Бразилия през 1950 г. с кораб.

## Сблъсъкът
Тритурбинният Fiat G.212 на авиокомпанията Avio Linee Italiane излита от Лисабон в сряда, 4 май 1949 г., в 9:40 часа. Командирът на полета е лейтенант Мерони. Самолетът каца на летището в Барселона в 13:00 часа. Докато е зареждан с гориво по време на престоя, Торино се срещат за обяд с Милан, който е на път към Мадрид.
В 14:50 часа I-ELCE тръгва за летище „Торино-Аеритали“. Пътят на полета е през Кап де Кройс, Тулон, Ница, Албенга и Савона. Над Савона самолетът завива на север, в посока към Пиемонт, където се очаква да пристигне след 30 минути. Времето в Торино е лошо. В 16:55 часа летището на Aeritalia съобщава за метеорологичната ситуация на пилота – облаци, дъжд, силни югозападни пориви на вятъра и много лоша хоризонтална видимост (40 м).
В този момент кулата пита за позицията на пилота. След няколко минути на мълчание (в 16:59 ч.) идва отговор: „Кота 2000 м. QDM на Пино, тогава ще минем Суперга“.
При приближаването, самолетът е на около 9 мили от пистата, на 305 метра над морското равнище. На север от Пино Торинезе се намира базиликата на Суперга, разположена на хълм на 669 метра надморска височина. Една от теориите за отклонението е, че поради силните леви странични ветрове самолетът е претърпял отклонение надясно, към хълма на Суперга. Неотдавнашните проучвания предполагат и възможността алтиметърът да не функционира и да е спрял на 2000 м, което е накарало пилотите да вярват, че са на по-голяма надморска височина.
В 17:03 часа самолетът се завърта наляво, и е в подготовка за кацане, когато пада в задната част на насипа на базиликата Суперга. Пилотът, който вероятно е вярвал, че хълмът на Суперга е отдясно, вижда, че внезапно излиза непосредствено пред него (скорост 180 км / ч, видимост 40 м) и не е в състояние да реагира.
В 17:05 часа Aeritalia Torre търси I-ELCE, но не получава отговор. От 31-те на борда никой не оцелява. Текущите останки на самолета включват витло, гума, разпръснати части от фюзелажа и личните чанти на Мацола, Марозо и Ербщайн, които са запазени в музей в Груляско, близо до Торино. На 4 май 2008 г., годишнина от трагедията, е открит Музеят на Гранде Торино и дела Легенда Граната, който се помещава в престижната вила Claretta Assandri в Груляско. Осем от 18-те играчи (както и двама треньори и журналистът Ренато Казалборе) са погребани в монументалното гробище на Торино.

## Жертви
Футболисти
- Валерио Бачигалупо
- Алдо Баларин
- Дино Баларин
- Емиле Бонджорни
- Еузебио Кастилияно
- Рубенс Фадини
- Гилермо Габето
- Роджеро Грава
- Джузепе Грезар
- Ецио Лоик
- Вирджилио Марозо
- Данило Мартели
- Валентино Мацола
- Ромео Менти
- Пиеро Оперти
- Франко Осола
- Марио Ригамонти
- Юлиус Шуберт

Служители
- Арналго Анизета, треньор
- Иполито Чивалери, треньор
- Ърнест Ербщайн, треньор
- Лесли Лийвесли, треньор
- Отавио Корина, масажист

Журналисти
- Ренато Казалборе, (Tuttosport)
- Луиджи Кавалеро, (La Stampa)
- Ренато Тосати, (Gazzetta del Popolo)

Екипаж
- Пиерлуиджи Мерони, пилот
- Антонио Панграци
- Селестино Д'Инка
- Чезаре Бианкарди

Други
- Андреа Бонаюти, организатор